# Nuda per Satana
Nuda per Satana («Desnuda por Satanás») es una película de terror italiana de 1974 dirigida por Luigi Batzella.

## Argumento
A últimas horas de la noche, el Dr. Benson conduce por el campo y tropieza con un accidente automovilístico donde encuentra a una joven herida llamada Susan. El Dr. Benson coge a Susan en su automóvil y busca refugio para los dos en un castillo cercano. El Dr. Benson es saludado en la puerta por Evelyn, quien luce exactamente igual a Susan, y es invitado a pasar la noche. El Dr. Benson pronto se encuentra con su propio doppelgänger llamado Peter. Cuando está en el castillo, el Dr. Benson descubre que en el trabajo de Satanás, el tiempo y el espacio no siguen la lógica ordinaria.

## Reparto
- Rita Calderoni como Susan Smith / Evelyn.
- Stelio Candelli como el Dr. William Benson / Peter
- James Harris como Satanás.
- Renato Lupi como el mayordomo.
- Iolanda Mascitti como la sirvienta.
- Barbara Lay como miembro del rito satánico.
- Augusto Boscardini  como miembro del rito satánico.
- Alfredo Pasti como miembro del rito satánico.
- Gota Gobert como miembro del rito satánico (no acreditada).

## Estilo
El historiador de cine Roberto Curti describió Nuda per Satana como una delgada frontera entre el horror erótico y la pornografía como lo hicieron otras películas de la época. Curti describió la película como «tentada de saltar al otro lado de la valla, pero todavía conservando una reserva moderada».: 126 

## Producción

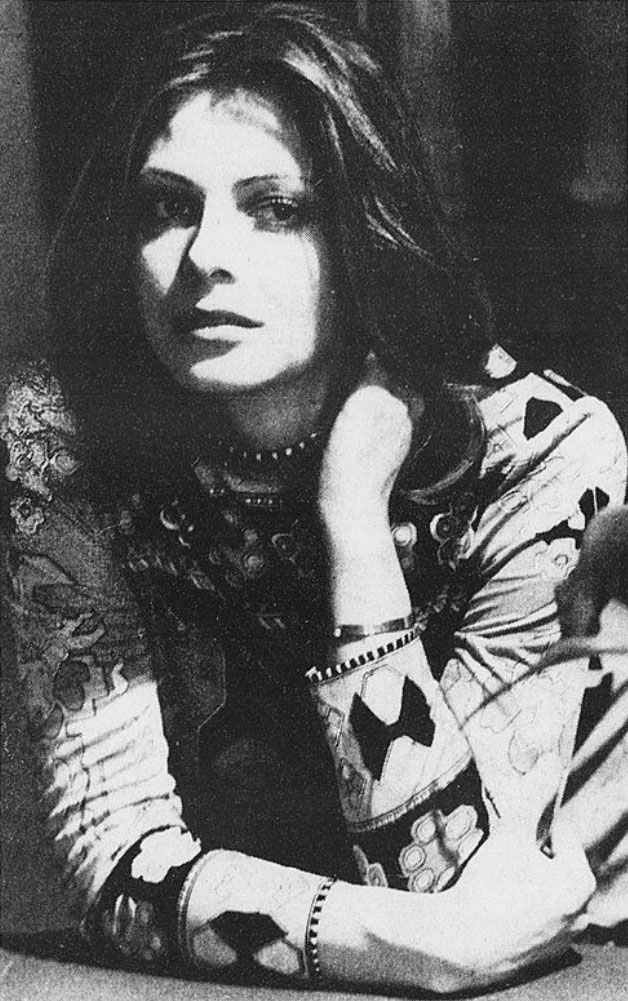
Rita Calderoni protagonizó la película tanto como Susan Smith como Evelyn.

Rita Calderoni afirmó que el director Luigi Batzella la había elegido para la película después de verla en la película Riti, magie nere e segrete orge nel Trecento. Según el Registro Cinematográfico Público, Nuda per Satana comenzó a filmarse el 25 de marzo de 1974.: 126, 129  Fue rodada en el Castillo de Monte San Giovanni Campano en Frosinone, Lacio.: 126  Calderoni afirmó que el rodaje de la película demoró cinco o seis semanas. Calderoni recordó que la escena del accidente automovilístico en la película llevó a Batzella toda una noche a filmar. En la película terminada, el accidente está representado por un solo neumático rodando en el marco. Calderoni recordó que resultó herida durante la secuencia de ataque de araña en la película.: 126 

## Lanzamiento
Nuda per Satana inicialmente fue rechazada por la junta de censores en Italia debido a «secuencias obscenas continuas, algunas de ellas incluso retratando relaciones lésbicas». En apelación, se sugirieron varios cortes a la película para el productor. Esto incluyó la eliminación de escenas que involucran relaciones sexuales entre el doctor y la mujer que representa a la doble de Susan, una reducción de la escena de la pesadilla de Susan para evitar una «descripción de relaciones sexuales lésbicas» y «evitar actos eróticos de los personajes principales en una silla» de la escena final de la película. El productor obligó y la película se lanzó en Italia con una clasificación VM 18.: 128  Nuda per Satana fue lanzada en Italia el 23 de octubre de 1974, donde fue distribuida por P.A.B. La película recaudó un total de 56 364 000 liras italianas en el país.: 126 
Nuda per Satana fue lanzada en DVD y VHS por Image Entertainment en 1999.

## Recepción
En revisiones retrospectivas, Curti describió la dirección de la película como «despistada» y señaló que Batzella «no puede encontrar un equilibrio formal y acumula todo lo que se le ocurra».: 127  En su libro Perverse Titillation, Danny Shipka resumió la trama señalando que «el Diablo está aburrido y quiere tener una orgía. Ah, y [Rita] Calderoni es abusada sexualmente por una araña gigante. También te aburrirás». En su libro Italian Horror Film Directors, Louis Paul declaró que la película era un «ejercicio demencial en horror semipornográfico».